# 松尾鉱山
松尾鉱山（まつおこうざん）は、19世紀末から1969年まで岩手県岩手郡松尾村（現・八幡平市）に存在した鉱山である。
主な産出鉱物は硫黄で、黄鉄鉱も産し、一時は東洋一の硫黄鉱山だった。
閉山後は放棄されたが、鉱山労働者が住んでいた鉄筋アパート群が廃墟となって現存している。

## 歴史
八幡平に硫黄を産する事実は古くから知られていたらしく、寛政8年（1766年）に書かれた「寄木村茶臼ヶ嶽下通、沢目筋」の硫黄の調査願の文書があり、1879年（明治12年）にも硫黄鉱山の存在が記録されている。しかし、おそらく奥山に分け入っての採掘と輸送の困難から開発は遅れていた。1882年（明治15年）に地元の佐々木和七が自然硫黄の大露頭を発見してから、1888年（明治21年）に小規模な試掘がなされたが、失敗に終わった。
1911年（明治44年）に、横浜の貿易会社増田屋が参画し経営を掌握してから、多額の投資による本格的な採掘が始まった。増田屋は1914年に一族の中村房次郎を初代社長に松尾鉱業を興し、その後30年にわたって鉱山経営にあたった。鉱山がある標高約900メートルの元山（現在の八幡平市緑ヶ丘）から麓の屋敷台（東八幡平、現在の八幡平市柏台）まで索道を通し、1934年（昭和9年）に東八幡平駅から花輪線大更駅まで松尾鉱業鉄道を敷いた。
1939年（昭和14年）11月10日、落盤事故が発生。死者・行方不明者85人。午後3時の交代時間に発生したこともあり、一時は作業員130人が閉じ込められた状態となった。また、救助作業の最中に坑内で火災が発生、亜硫酸ガスが充満して作業を困難なものとした。さらに1952年（昭和27年）6月18日には坑内で出水。死者10人を出す事故が発生している。
1954年（昭和29年）8月6日、昭和天皇、香淳皇后が北海道方面に行幸啓に出かけた際に岩手県内で一泊。松尾鉱業の迎賓施設である葛西荘が行在所（宿泊所）にあてられた。
一時は日本の硫黄生産の30%、黄鉄鉱の15%を占め、東洋一の産出量を誇ったが、高度成長期になると硫黄の需要減や輸入の増加で採算が悪化した。
さらに1960年代後半以降は、亜硫酸ガスによる四日市ぜんそくなど深刻化する大気汚染防止のため、石油精製工場において脱硫装置の設置が義務付けられたことで、脱硫工程の副生成物である硫黄の生産が活発化し、硫黄鉱石の需要は完全になくなっていった。
生産コストの低減を図るために露天掘りへの転換も進められたが、1969年（昭和44年）に会社更生法を申請して倒産、
全従業員958人が解雇された。退職金の平均額は1人当たり25万円だった。
その後、黄鉄鉱に絞った新会社が設立されたものの、これも1972年（昭和47年）に鉱業権を放棄して倒産し、完全な閉山となった。
閉山直後から基準の80倍を超えるヒ素を含む強酸性の排水が問題視され、様々な対策が講じられている（後述）。

## 鉱山町
標高900メートル前後の無人の山間に開かれた大鉱山は、必然的に鉱山町の形成を伴った。鉱山地域の人口は1920年（大正9年）に1132人、1935年（昭和10年）に4145人、1940年（昭和15年）に8152人、最盛期の1960年（昭和35年）には1万3594人に達した。太平洋戦争中には1940年から朝鮮人労働者が投入された。
戦後は労働者の確保を図るために家族も含めた福利厚生施設の充実は急務とされた。このため公団住宅が一般化する前から、水洗トイレ・セントラルヒーティング完備の鉄筋コンクリートによる集合住宅や小・中学校、病院、映画館、活躍している芸能人を招いて公演を催す会館など、山奥にもかかわらず当時の日本における最先端の施設を備えた近代的な都市が形成されたため、「雲上の楽園」と呼ばれた。
1961年（昭和36年）1月1日、松尾鉱山小学校で映画鑑賞会会場へ移動中の児童が将棋倒しになり、死者10人、重軽傷者21人を出す事故も起きた。
閉山後に木造の建物は延焼実験目的で焼却され、鉄筋コンクリートの建物だけが残された。
現在は、それらの建物が山中に廃墟として現存している。1990年（平成2年）に、写真家の丸田祥三が廃墟化した松尾鉱山を写真集に収め、ニュース番組のイメージショットにも使用された。

## 環境への影響と中和施設
鉱山周辺の原植生はブナ林であったが、鉱山開発前から伐採によりミズナラ林となっており、開発後は牧草地が広がった。しかし硫黄精錬で出る煙による土壌汚染で強酸性となり、鉱山跡地と製錬所跡は草が生えない荒地になった。その周辺も煙害によって木が枯れ（条件が悪い順に）ヒメスゲ、ススキ、チシマザサ・クマイザサの群落になった。排水中和施設の建設後は、失われた緑を取り戻すべく植林が行われている。

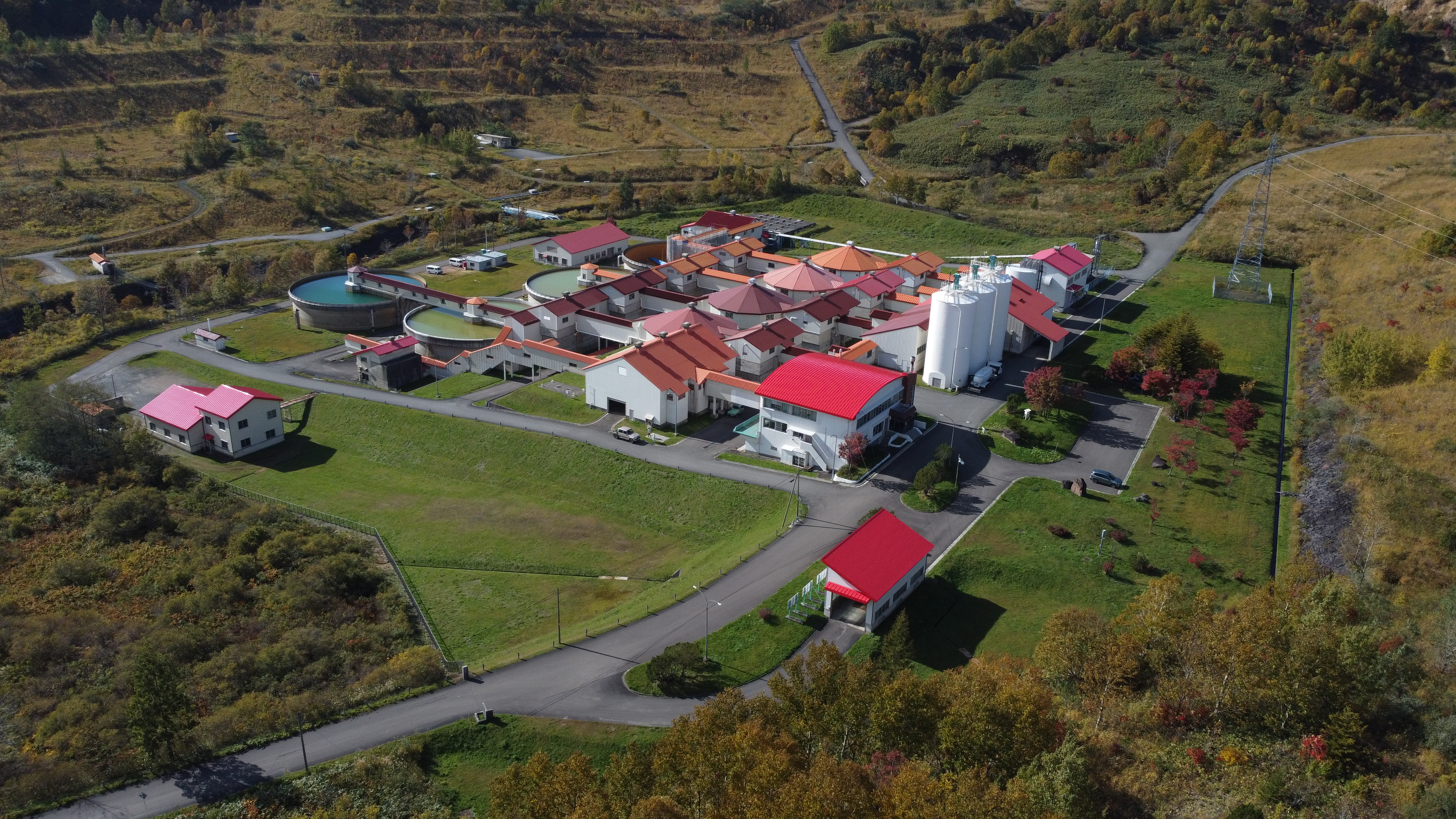
旧松尾鉱山 排水中和処理施設
（2023年10月撮影）

廃坑から流出する排水（鉱毒水）はヒ素を含むpH2前後の強酸性となっており、毎分17～24トンと多量の排水が湧出している。かつては茶色い排水が下流の北上川流域と支流を汚染しており、魚の住めない川となっていた。そのまま垂れ流せば岩手県内はもとより、宮城県北部や北東北の太平洋沿岸に至るまで水質汚濁や生態系への影響が発生するため、岩手県により排水中和施設が建設された。この施設は鉱山の排水処理施設としては日本国内でも最大規模のもので、2010年代に入ってからも24時間体制で稼働を続けているが、処理費用が年間5億数千万円かかる上に、半永久的に処理を行わなくてはならないため、岩手県にとっては財政面でも非常に大きな負担となっている。
岩手県内の小・中学校では、社会科と理科の統合授業として排水中和施設の見学を行う学校もある。恒久排水路トンネルの先端部には鉱毒水確認用の窓があり、見学者向けとして特別に水を汲むことができる。鉱毒水は非常に澄んでおり、手で触れることはできるが飲用とすることはできない。口に含むと血液と同等かそれ以上の鉄臭さが広がる。なお、処理前の鉱毒水のヒ素濃度は低く、致死量に達するまでには100リットル単位の未処理水を摂取する必要がある。
恒久排水路トンネルは坑道をコンクリートで封鎖した構造のため、処理施設の稼動当初は坑道内に置き忘れた道具類が流れてくることが時々あったというが、近年ではほとんど見られない。